# Melitaea phoebe
La doncella mayor (Melitaea phoebe) es un lepidóptero ropalócero de la familia Nymphalidae.

## Descripción

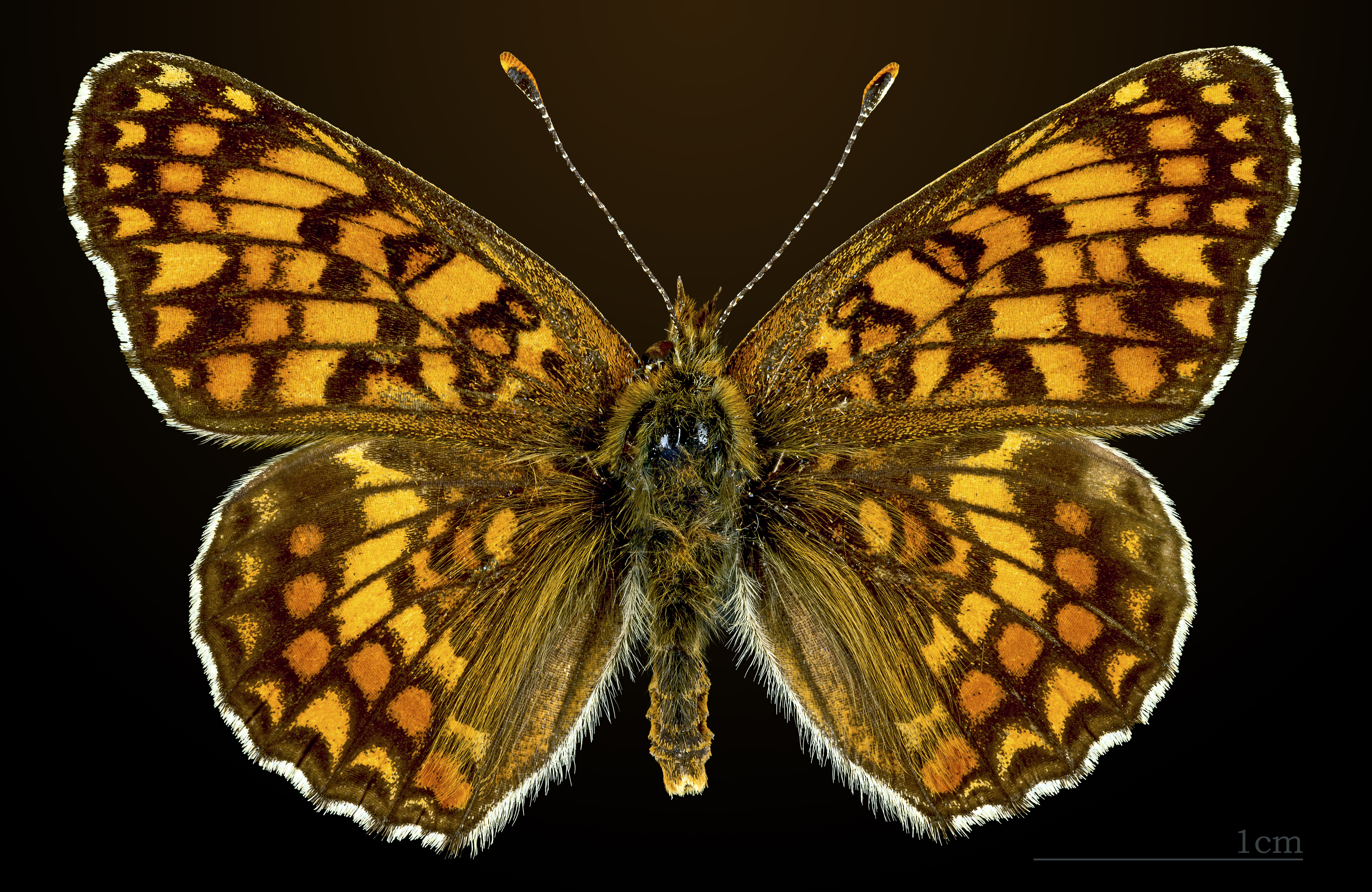
♂
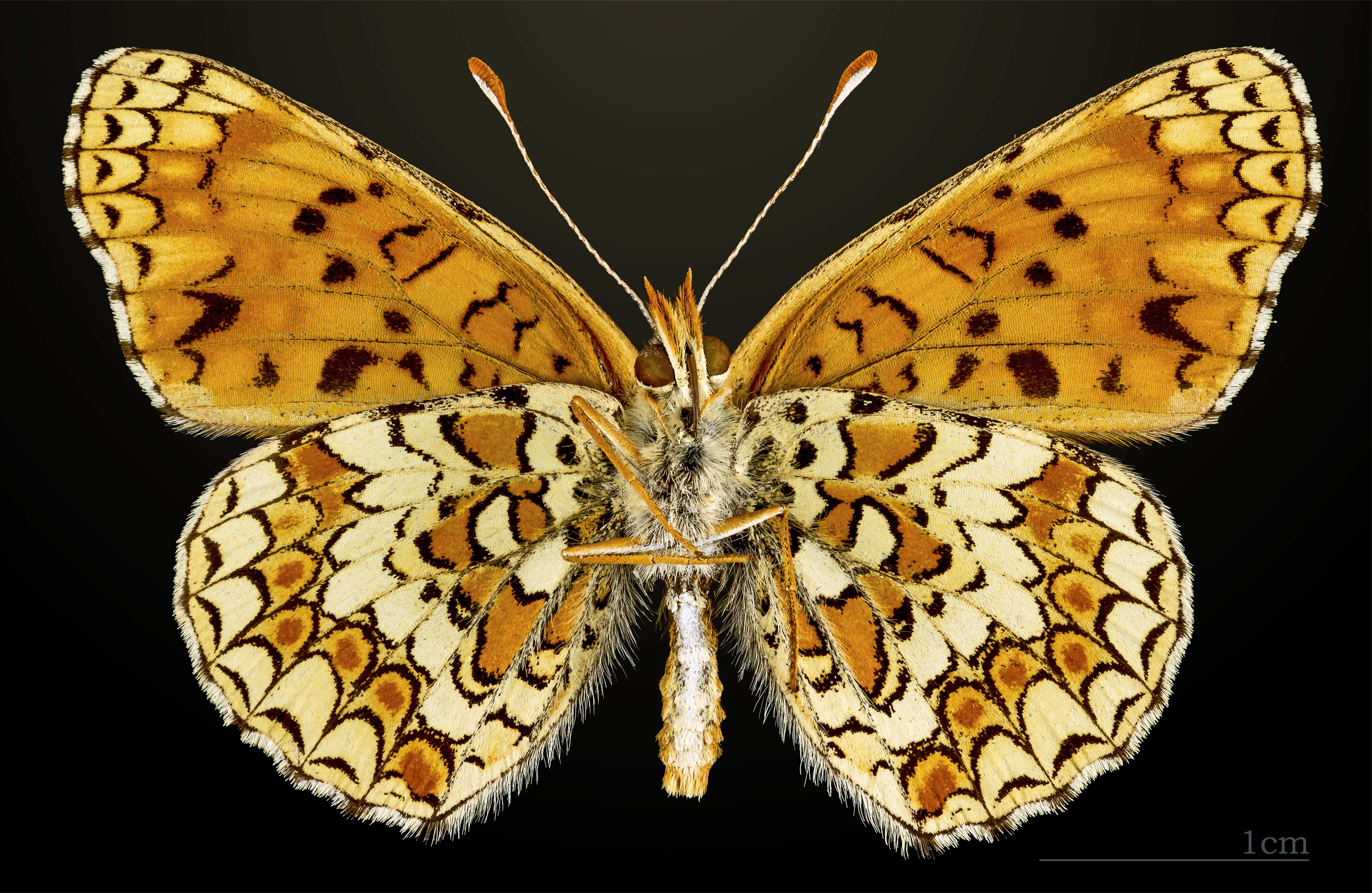
♂ △
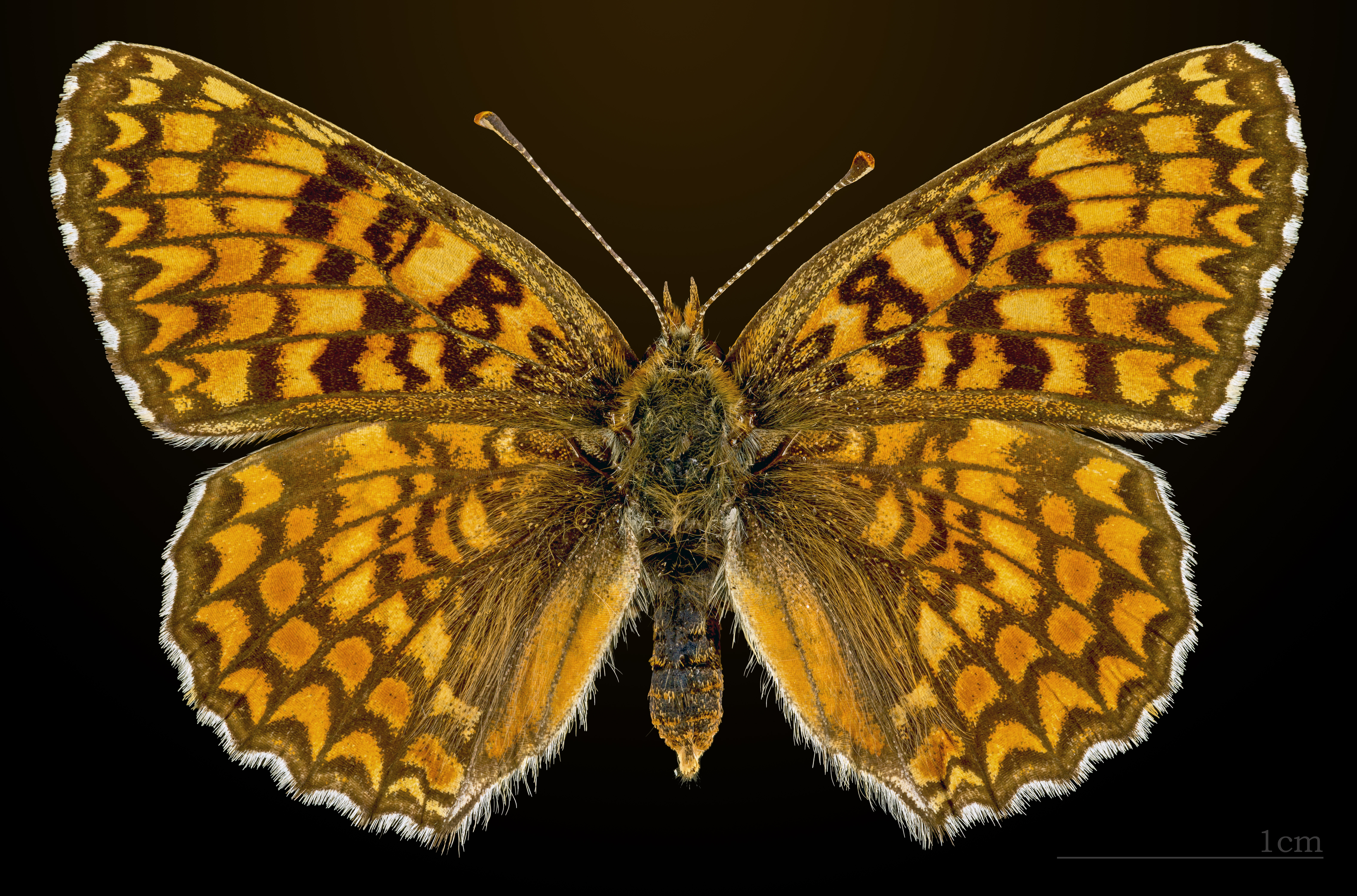
♀
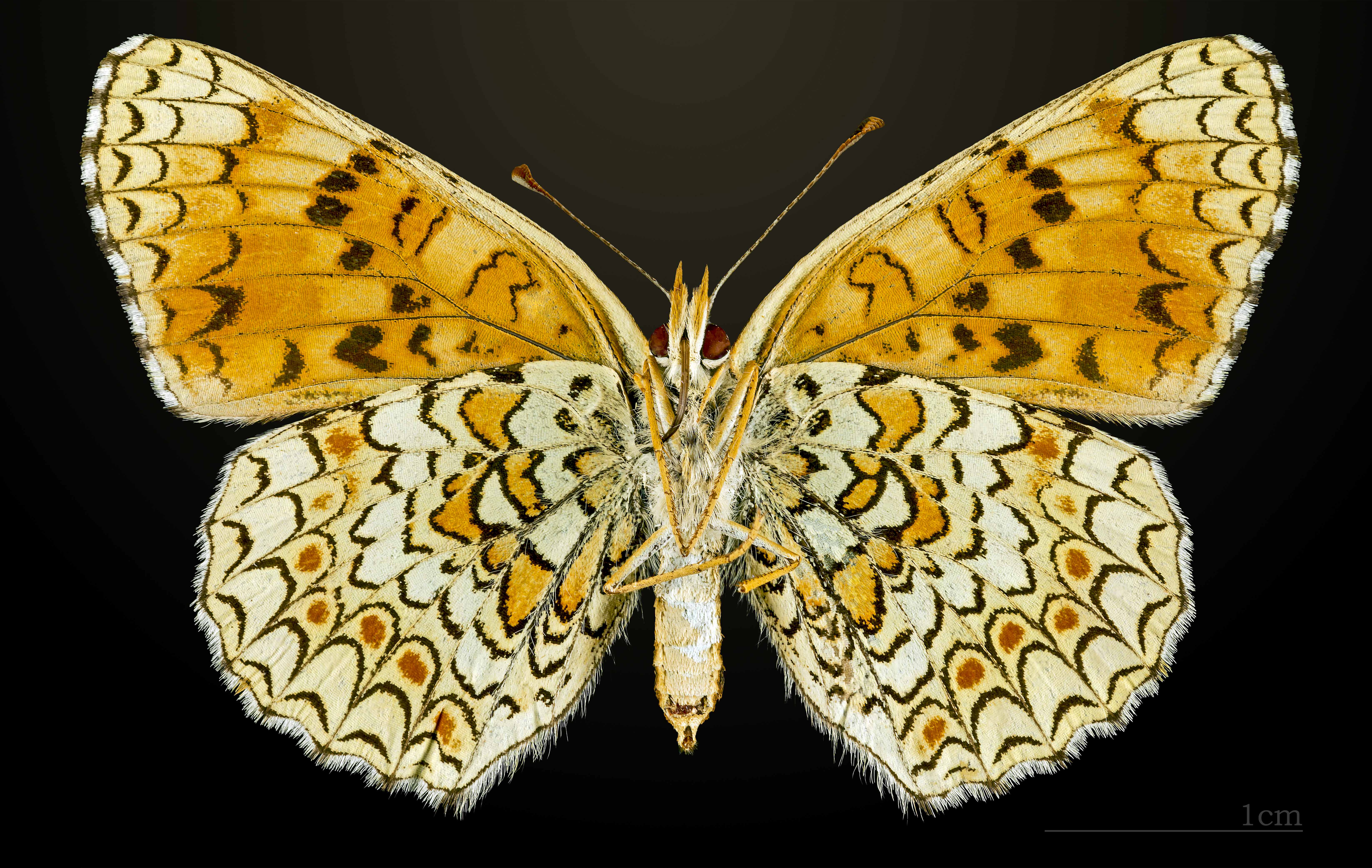
♀ △

## Distribución
Norte de África, Europa, Turquía, Oriente Medio, centro de Asia, Mongolia y norte de China. Presente a toda la península ibérica.

## Hábitat
De lo más diverso, zonas con abundante hierba seca, prados abiertos y con flores. La oruga se alimenta de varias especies de Centaurea. Tolman

## Periodo de vuelo e hibernación
Normalmente bivoltina con la primera generación entre medios de abril y medios de junio y la segunda entre finales de junio y comienzos de septiembre, voltinismo incierto a gran altitud. 
Hiberna como larva en nidos de seda.